# Lingua altai
La lingua altai (nome nativo: Алтай тил, Altaj til; in russo: aлтайский язык, altajskij jazyk) è una lingua turca parlata in Russia, nel Distretto Federale Siberiano.

## Distribuzione geografica
Al censimento russo del 2010 risultavano 57.200 locutori altai, nella zona dei Monti Altaj al confine con Cina e Mongolia. La lingua è parlata nel Territorio dell'Altaj, nella variante settentrionale, e nella Repubblica dell'Altaj, nella variante meridionale.

### Lingua ufficiale
La variante meridionale (conosciuta anche come Оырот,"Oyrot") è la lingua ufficiale della Repubblica dell'Altaj.

### Dialetti e lingue derivate
Lo standard ISO 639-3 distingue due lingue altai:
- Lingua altai settentrionale (atv)
- Lingua altai meridionale (alt)

La forma settentrionale non è mutuamente comprensibile con quella meridionale.

## Classificazione
Secondo Ethnologue, la classificazione della lingua altai è la seguente:
- Lingue altaiche
  - Lingue turche
    - Lingue turche settentrionali
      - Lingua altai settentrionale
      - Lingua altai meridionale

## Sistema di scrittura
L'alfabeto cirillico è usato per la scrittura di entrambe le varianti. Per l'altai meridionale si utilizza anche la scrittura mongola.